# Nezha Alaoui
Nezha Alaoui là một doanh nhân người Maroc và người sáng lập thương hiệu Mayshad. bà cũng là người sáng lập Quỹ Mayshad, một tổ chức phi lợi nhuận để trao quyền và giáo dục phụ nữ.

## Cuộc sống ban đầu và giáo dục
Alaoui được sinh ra ở Rabat vào năm 1982. bà học tại trường trung học Pháp ở Rabat và tiếp tục học ở Tangier tại một trường ở Mỹ. Sau đó, bà học quản lý khách sạn tại Tây Ban Nha, nơi bà đã thực tập sáu tháng dẫn bà đến Rome, Milan và London. bà nhận bằng cử nhân kinh doanh tại London và sau đó học nhiếp ảnh tại thành phố New York.

## Sự nghiệp
Alaoui bắt đầu sự nghiệp của mình như một nhiếp ảnh gia, được ủy quyền bởi Liên Hợp Quốc. Bà đã giành được hợp đồng với Chương trình Lương thực Thế giới để báo cáo về các nhiệm vụ nhân đạo của Liên Hợp Quốc trên toàn thế giới. Ngoài việc xuất bản những bức ảnh đẹp nhất của mình, bà đã tích lũy một số lượt theo dõi trên Instagram cho tác phẩm của mình. Những bức ảnh của bà cũng được trưng bày tại trụ sở của Liên Hợp Quốc tại Geneva, Vienna và New York.
Alaoui là người sáng lập Mayshad, một thương hiệu túi xách xa xỉ được biết đến với trách nhiệm xã hội. Cái tên Mayshad là từ những âm tiết đầu tiên trong tên của con gái bà. Bà thành lập bàng ty vào năm 2011 và mở một cửa hàng ở Paris vào năm 2014.
Alaoui đã tài trợ và hỗ trợ các chương trình giáo dục và trao quyền cho phụ nữ thông qua việc thành lập Quỹ Mayshad. Nền tảng có trụ sở tại Hoa Kỳ nhưng hoạt động ở Châu Phi. bàng việc của nó chủ yếu phù hợp với các Mục tiêu phát triển bền vững được Liên hợp quốc thông qua năm 2015, tập trung vào phụ nữ và thanh thiếu niên dễ bị tổn thương. Tổ chức này đã thành lập các hợp tác xã trên khắp châu Phi, nơi nó hỗ trợ đào tạo phụ nữ trở thành doanh nhân.

## Ấn phẩm
- Maroc saharien, terre d'inspirst (2013) ISBN 9789954353141
- Emmanuel Dierckx de Casterlé Femmes du Maroc Saharien (2015) ISBN 9789954353141    - minh họa